# Jesús Menéndez (Cuba)
Jesús Menéndez, llamado Chaparra hasta 1976, es el municipio más oriental de la provincia de Las Tunas.
Tomó su nombre actual a partir de la última división político-administrativa, en octubre de 1976.
Cuenta con una población residente de 48 441 habitantes, distribuidos en 12 consejos populares, y una extensión territorial de 637,17 km².

## Características
Es uno de los tres municipios de la costa norte tunera, y sus condiciones naturales se relacionan con el relieve llano, que se eleva muy poco de norte a sur. Su origen geológico se relaciona con la formación de las zonas llanas y pleniplanadas de Cuba, con predominio de formaciones rocosas del cretáceo.
Es eminentemente llano, pues sus alturas no sobrepasan los 90 metros de altura, sobre todo, hacia el sur y el este del municipio.
El clima es tropical, y no existen variaciones notables de temperaturas. Las precipitaciones.

### Ubicación geográfica
Jesús Menéndez se encuentra al noreste de la provincia de Las Tunas en los límites con Holguín, entre los 21° de latitud norte y los 76° de longitud oeste, en la zona intertropical del Caribe.

Limita
- al este con los municipios de Gibara y Calixto García (de la provincia de Holguín);
- al sur con el municipio Majibacoa (en la provincia de Las Tunas);
- al oeste con el municipio Puerto Padre y
- al norte con una faja costera de playas y arrecifes de 18 kilómetros de longitud en el canal viejo de Bahamas, área del mar Caribe.

### Coordenadas geográficas
- Punto extremo septentrional: 21° 18’ NORTE. Se ubica en Punta Uvero, en la costa.
- Punto extremo oriental: 76° 23’ OESTE. En un lugar costero cercano a Punta de Piedra del Mangle. Es el límite costero con la provincia de Holguín.
- Punto extremo meridional: 20° 55’ NORTE. Es el punto limitado por los municipios de Puerto Padre y Majibacoa.
- Punto extremo occidental: 76° 43’ OESTE. Se ubica junto al punto anterior.

Por su forma el municipio semeja un ocho imperfecto, pues es ancho al norte, estrecho al centro, y se vuelve a ensanchar al sur. 
Su parte más larga, de norte a sur, mide unos 45 km, mientras que por su más estrecha mide unos 6 km. 
Su situación geográfica ha incidido negativamente en el desarrollo de importantes núcleos poblacionales, y en el desarrollo de las vías de comunicación, siendo la más importante la carretera norte que une a Holguín con Puerto Padre. Pese a su costa, no tiene un puerto propio.

### Geología
El municipio no es complejo desde el punto de vista geológico, pues sus terrenos más jóvenes están al norte, con una estrecha franja del Cuaternario, con arrecifes, rocas carbonatadas y arcillosas aluviales. Luego vienen yacimientos del Neógeno con yacimientos clásicos y carbonatados. Al centro hay una intrusión ígnea del Mesolítico con serpentinitas y peridutitas, vuelven a reaparecer estratos del Mioceno, y al sur aparece un yacimiento mesozoico con granitos. Es una zona geológicamente estable. Son importantes los yacimientos de rocas calizas al este del poblado cabecera. 

### Costas
La costa es regular, con pocos accidentes costeros notables. El más importante es la Bahía de Chaparra, compartida con el municipio de Puerto Padre. Se localizan la Punta de Piedra del Mangle, la playa las Azules, la Punta y Playa Uvero y la Playa la Herradura. Es una costa llana, baja y con mangles en algunos lugares y con la presencia de manifestaciones de Carso. Curiosamente no desembocan ríos en este tramo costero. 

### Relieve
El relieve es eminentemente llano. Se eleva ligeramente de norte a sur.

### Clima
El clima es tropical con una estación lluviosa y otra menos lluviosa. La temperatura media anual es alta, pues la isoterma anual de 26 °C, la atraviesa por el norte, el resto del territorio está dentro de la isoterma de 25 °C.
En el mes de julio se acentúa la influencia de la misma, y en el mes de enero, baja un poco la temperatura y el territorio es influenciado por la isoterma 23 °C, aunque el avance de los frentes fríos procedentes de América del Norte, pueden hacer descender las temperaturas. 
Las precipitaciones anuales son de 1000 mm al norte del territorio, más seco que el sur, donde asciende a 1200 mm. No es un territorio donde llueva mucho. El período lluvioso trae unos 800 mm de lluvias, bajando a unos 300 mm en el período seco.

### Vegetación
La vegetación original ha sido sustituida en partes del municipio por cultivos agrícolas. Al norte, cerca de la costa, aparecen mangles, vegetación xerófila, también formaciones herbáceas en diferentes puntos del municipio. 

### Fauna
La densidad de endemismo animal se considera entre mediana y baja, entre ellos algunos mamíferos, aves y anfibios. La flora y la fauna han sido muy alteradas por la actividad agrícola. 

### Suelos
Al norte, son suelos escabrosos por su origen calcáreo. 

### Hidrografía
Los principales ríos del municipio son el Chaparra, el Mano, que nacen en la vecina provincia de Holguín. Ambos desembocan en la Bahía de Chaparra. Otro río importante es el Chorrillo, que recorre el territorio sureño del municipio y desemboca cerca del poblado de Delicias, también en la Bahía de Chaparra. 

## Chaparra: leyenda y realidad
Cuentan que una bella india llamada Chaparra vivió en este sitio, recorría los bosques y engalanaba su cuerpo con flores silvestres. Frecuentaba el caudaloso río y se bañaba en sus cristalinas aguas. Era la admiración de la tribu.
Un día enfermó gravemente y la tristeza embargó a todos. Poco tiempo después murió y su cuerpo fue enterrado en el bosque donde había nacido, muy cerca del río. Desde entonces este paraje se llamó Chaparra. Esa es la leyenda.
La realidad es que el vocablo español «chaparra» es de origen vascuence, lengua hablada por los naturales de la provincia española de Vizcaya y de los pobladores del departamento francés de los Bajos Pirineos. Se escribe «txaparra» y significa ‘mata’, ‘árbol’ o ‘arbusto’ (de allí viene la palabra española «chaparral»); también significa ‘coche de caja ancha y poco elevada’, que se utilizaba antiguamente. Este nombre identifica a su vez a la encina o roble, árbol de poca altura y poblado de ramas, cupulífero, que produce bellotas y cuya madera es muy dura y compacta.
En el Diccionario provincial casi razonando de voces y frases cubanas se recoge que el chaparro (nombre sustantivado masculino) es un árbol o arbusto de sabana, ramoso, linda madera color castaño oscuro, dura, fibrosa, grano bien fino, identificado con el nombre científico de Curatella Americana Lin.
En la Enciclopedia Sopena editada en Argentina, está registrada Chaparra, proveniente del vasco con el significado de encina o roble como principal acepción. Mata baja y muy ramosa. Arbusto malpigiáceo de la América Central, de ramas nudosas, flexibles y resistentes, propias para hacer bastones.
Chaparra – según la misma fuente– es un distrito de la provincia de Camaná del departamento de Arequipa en el Perú, a la vez que El Chaparro constituye un municipio de Venezuela en el distrito de Arequipa, del estado de Anzuátegui y Chaparral también un municipio de Colombia en el departamento de Tolima, cerca del gran nevado de Huila.
En el Diccionario botánico de la Editorial Labor publicado bajo la dirección del doctor P. Font Quer se recoge que Chaparro proviene de Chaparra y este del vascuence azbarria, derivado de abarra, encina o roble. Mata de muchas ramas y poca altura.
El eminente sabio Juan Tomás Roig y Mesa, en su Diccionario botánico de nombres vulgares cubanos, clasifica al chaparro como un árbol silvestre de sabana, con las mismas características descritas anteriormente por Esteban Pichardo, agregando que pertenece a la familia de las Dileniáceas.
Se evidencia así la procedencia de este vocablo, traído a nuestras tierras por los colonizadores españoles, identificativo de una especie de arbusto similar a la encina o roble, clasificado por los más destacados botánicos cubanos y conceptuado en una enciclopedia argentina como originario de América Central.
Sus características morfológicas de escaso porte y cupulífero, ha dado lugar a que constituya sinónimo de pequeño e identifique a objetos o personas de poca talla, gruesa y rechoncha. De ahí achaparrado, achaparrarse, chaparrito, etc.
El hecho de que ese nombre lo lleven además diversos pueblos o comunidades de América del Sur, distritos y municipios de Perú, Venezuela y Colombia constituyen evidencias palpables de la procedencia del vocablo y de su acepción, que sirvió en esta parte del mundo, para identificar diversos lugares más tarde convertidos en pueblos o ciudades, respondiendo a la toponimia, por la existencia del curioso árbol.
En Chaparra, o en lo que hoy constituye el municipio de “Jesús Menéndez”, existen más de cincuenta sitios con nombres de plantas: consejos populares, barrios, comunidades, asentamientos poblacionales, caseríos, etc. Se aprecia el uso común de ellos, por lo que su geografía sustenta profusamente los nombres de las más diversas especies de la variada y rica flora de Cuba. 

## Fundación y desarrollo de Chaparra
El territorio que comprende el actual municipio correspondió desde los inicios de la conquista y la colonización a la Villa de San Salvador de Bayamo, como parte integral de la llamada costa norte de dicha demarcación. 
No es hasta el siglo XVIII en que Holguín es distinguida con el título de Ciudad, dado el desarrollo que va alcanzando en su poblamiento y economía, por lo que obtiene el 18 de enero de 1752, por Real Cédula de Fernando VI la condición de Ayuntamiento. Chaparra, desde entonces, pasó a esta jurisdicción. 
En 1756 el obispo Morell de Santa Cruz visita Holguín y consignó la existencia de 56 haciendas de ganado mayor y menor, 48 de menor, 42 vegas y 36 estancias. También que el resto de las tierras, aunque muy fértiles, de aguadas y abundantes pastos, se hallaban despobladas por falta de operarios para su cultivo, así como que sus pobladores vivían en gran miseria, especialmente los asentados lejos del camino real. 
A partir de la colonización, las tierras de este vasto territorio fueron entregadas a los primeros pobladores de Bayamo y después a los vecinos de la Villa de Holguín, hasta que por Real Cédula se ordenó al Cabildo de Bayamo se abstuviera de proseguir haciendo mercedes por parte norte. 
El documento más antiguo referido a Chaparra –que se conoce– data de noviembre de 1716, fecha en que el Ayuntamiento de Bayamo mercedó a los hermanos Salvador y Pedro de La Luz Guillén, un pedazo de tierra en el paraje de ese nombre, constituido por hato y corral, conformándose una hacienda en estas tierras que hasta entonces fueran realengas. 
Todo parece indicar que los mencionados hermanos tuvieron en propiedad la hacienda alrededor de un cuarto de siglo, ya que el 6 de febrero de 1741 otorgaron escritura de venta a favor de Don Domingo Luis de la Torre Leyte Rodríguez, ante el Teniente de Justicia y Guerra, capitán S. Rodríguez González de Rivera y Ávila por valor de $ 60000. 
La viuda de Leyte Rodríguez, nombrada Doña María Bello de Ávila Batista vendió a su hijo Don Silvestre de la Torre y Ávila la hacienda según escritura del 24 de julio de 1752 efectuado ante el escribano público del Cabildo Don Lorenzo Castellanos. 
Al ser creado el Ayuntamiento de San Isidoro de Holguín y no poseer este los ingresos necesarios para gastos de administración solicitó del monarca español la propiedad de las tierras realengas existentes dentro de los límites establecidos, a lo que accedió Fernando VI por Real Cédula del 21 de mayo de 1757, pero adelantándose a la real disposición iniciaron el remate de tierras a los vecinos de la ciudad interesados en hacer usufructo de las mismas. 
La hacienda El Vedado fue adjudicada a Don Esteban Rondón y Varona por escritura del 30 de mayo de 1753, por un valor estimado en doscientos pesos. 
La Siguapa a Don Cristóbal de la Cruz Moreno y Don Juan Tamayo y Arias, por la escritura del 19 de mayo de 1753, estimándose su posesión en quinientos pesos. Ambos, dividieron en dos los terrenos de dicha propiedad que nombraron respectivamente San Cristóbal y San Mateo. 
Las Nuevas, fue adjudicada a Don Juan González de la Peña por escritura de 29 de abril de 1754, por un valor estimado en doscientos pesos.
La hacienda Chaparra, aunque mercedada en el pasado siglo fue reclamada por el Ayuntamiento de Holguín, que las entendió comprendidas entre las concedidas en sus fondos propios. Por tal razón se produjo un litigio, resuelto finalmente por auto del 15 de mayo de 1767 del Juez Sub–Delegado de Realengos, Don Juan Bautista de Vidarurú, que las declaró realengas. 
Cada cuatro años se subastaban estas haciendas, lo que resultaba perjudicial a los moradores que debían enfrentar usuras y lucros, por lo que establecieron pleito contra el Ayuntamiento ante la Real Audiencia y Cancillería de Santo Domingo, que el 21 de enero de 1788 dictó fallo a favor de los usufructuarios, quienes debían anualmente pagar la contribución respectiva al fondo de propias. 
En 1804 se produce la primera división territorial por decisión del Teniente Gobernador de Holguín Capitán Félix del Corral y Menocal, quien dispuso la creación de cuatro capitanías pedáneas: San Cristóbal, Auras, ariay y Majibacoa. La primera de ellas abarcaba el territorio de la hacienda Chaparra. 
Transcurrido cerca de la mitad del siglo XIX y después de múltiples reajustes territoriales quedan establecidos nueve partidos pedáneos: Tacámara, Tacajó, Guaiyaral, Cacocum, Fray Benito, San Cristóbal, Gibara y San Andrés. Solo dos de los partidos creados inicialmente se mantenían, San Cristóbal era uno de ellos. Estas demarcaciones se dividían a su vez en cuartones, estancias, haciendas de crianzas, vegas de tabaco, sitios y cafetales. 
Desde los inicios de la contienda independentista de 1868 y para los efectos del Ejército Libertador, este territorio fue conocido como Zona Occidental de Holguín, bajo el mando del general Julio Grave de Peralta, quien estableció varios campamentos en el sur de esta zona. 
El 26 de octubre de 1898, por decisión del oficial interventor norteamericano en Holguín, el coronel Duncan N. Hood, es creado el municipio de Puerto Padre. Chaparra y sus barrios aledaños pasan a formar parte de este, ellos fueron La Yaya, El Vedado y posteriormente el identificado como Estrada Palma, que abarcaba gran parte de la zona sur del territorio. 
A partir del triunfo revolucionario de enero de 1959 las estructuras territoriales sufrieron sucesivos reajustes, cambios y adaptaciones en su conformación político–administrativa. Es así como el 26 de mayo de 1963 al constituirse el Partido Unido de la Revolución Socialista de Cuba (PURSC) se crea el municipal “Antonio Barrera” y se delimita con precisión este, así como los objetivos económicos, la industria azucarera, granjas cañeras, organizaciones, organismos e instituciones que le corresponde atender. 
Bajo la dirección del que luego fuera Presidente de la República de Cuba, el General Mario García Menocal, se busca un lugar apropiado para la instalación de colonias cañeras y un central azucarero, por encargo de Robert Bradley Hawley, congresista norteamericano y conocedor de la industria azucarera. 
Se estableció un sistema de "colonato" que consistía en vender las fincas o "colonias" azucareras, pero solo en usufructo.   
El colono tenía el compromiso de producir cierta cantidad de cañas y el Central estaba comprometido a comprarlas. En 1902 Chaparra muele su primera zafra, y de ahí en adelante, su producción aumenta hasta convertirse en una de las más grandes de la isla de Cuba
Esto trajo un gran adelanto industrial, social y económico a toda la región.
De ahí en adelante también se convirtió en región subordinada al territorio Tunas, como paso previo a la estructura que se avecinaba, para finalmente convertirse en uno de los ocho municipios de la provincia de Las Tunas, nacida tras la puesta en vigor de la división político administrativa del 5 de julio de 1976, que estableció la creación de 14 provincias y 169 municipios. 
Con la elección de los Delegados de las Circunscripciones establecidas y la constitución de la Asamblea, nacía el nuevo municipio con el nombre del líder azucarero Jesús Menéndez. Más tarde, en la segunda mitad del siglo XX, el central Chaparra fue desmantelado en todo su engranaje industrial y agrícola. Todavía en el siglo XXI esta región permanece subdesarrollada bajo el férreo control estatal.

## Primeros habitantes
Al centro del mar de las Antillas está Cuba, lo cual facilitó el tránsito entre las islas que lo componen y el desarrollo cultural semejante con la integralidad que aún subsiste.
Las vías para el arribo de los distintos grupos y etnias son parcialmente conocidos, pero los más comunes parecen ser: Florida–Cuba, Florida–Bahamas–Cuba y Centro América–Antillas Occidentales–Cuba.
Constituimos por la posición geográfica la encrucijada donde se iniciaron muchos caminos del tránsito antillano y culminaron otros, que hicieron posible el poblamiento, sin descartar el hecho de que aquí viviesen grupos primitivos con rasgos peculiares.
Su entrada a la zona y áreas aledañas se enmarca aproximadamente en el año 850 d. C. También su permanencia hasta fechas posteriores a 1510, momento en que se inicia el proceso de conquista y colonización que puede apreciarse en los residuales encontrados como muestras del contacto de la cultura aborigen y la hispánica.
Los grupos agricultores ceramistas aquí encontrados no se creen, debido a una evolución local, sino a comunidades que arribaron con un determinado grado de desarrollo adquirido desde su salida del continente y su paso por las Antillas.
La llegada de los grupos humanos en distintas etapas del devenir histórico y el desigual grado de desarrollo de los mismos, posibilitó, dadas las circunstancias de convivir necesariamente en áreas cercanas, el intercambio de hábitos, costumbres y técnicas. Es a ello a lo que el doctor Guarch ha dado en llamar “tradiciones”.
También resulta evidente que esas comunidades primitivas no estaban en la primera etapa, sino en un estadio superior, o sea, en el tránsito de la economía de apropiación a la productiva. Colegiándose entonces que poseían distintos grados de desarrollo, clasificados unos en la etapa de apropiación y otros en la productiva, sin establecer parámetros absolutos por la cercanía de los asentamientos.
En el propio diario de Cristóbal Colón se reseñan las características de los nativos encontrados en su primer viaje, que describe con rasgos comunes, hábitos y costumbres similares y lo que es más significativo, el hecho de no encontrar diferencias en la lengua hablada, que es la misma en todos los lugares en que el Almirante pisó tierra, por lo que así dejó escrito:
- Viernes 1.º de noviembre de 1492.

Toda la tierra también es una y todos amigos.
- Martes 12 de noviembre de 1492.

... su lengua, la cual es toda una en todas estas islas de Indias, y todos se entienden y todos las andan con sus almadías.
- Lunes 3 de diciembre de 1492

Ellos son gentes como los otros que he hallado y de la misma creencia.
Queda claro que no encontró diferencias entre los aborígenes que vio tanto en Guahananí, Río de Mares y Baracoa, apreciando a su vez la comunicación existente entre estos por medio de sus rústicos navíos o almadías.
Si el municipio se prolonga desde Punta de Piedra del Mangle hasta Punta Uvero, en una extensión de 18 kilómetros de costas bañadas precisamente por las aguas del Mar de las Antillas, de las cuales 13 corresponden a playas arenosas y de fácil acceso, no es arriesgado suponer, que por las mismas arribaran en diversas épocas y procedentes de variado rumbo, las canoas de los aborígenes de cercanas islas o distantes puntos de nuestra propia geografía.
El Grupo Espeleo–Arqueológico “Atabey–Maniabón” realizó durante los años 1984 y 1985 algunas visitas a probables asentamientos aborígenes y solo bastó emprender la recolección superficial en Laza I y II, así como en San Juan, para que se palpara la presencia aborigen.
En Laza fueron hallados abundantes residuales alimenticios constituidos por vértebras de pescados, restos de jutías, gubias, etc. También medios empleados para labores domésticas o utilitarias como percutores, majadores y otros.
En San Juan, donde con anterioridad los vecinos habían hecho algunos hallazgos, se encontraron restos de cerámica, fragmentos de vasijas de barro, así como hachas petaloides. Estas, como se conoce tuvieron fines domésticos y religiosos.
En la zona sur del municipio se aprecia una mayor desarrollo, ya que existen residuales en Salgacero, La Macagua y otros, donde se han encontrado objetos de cerámica, algunos en buen estado, así como restos humanos, que forman parte de los fondos del museo local.
Está confirmado por referencias bibliográficas, hallazgos, presencia de cavernas y galerías, etc., que existen otros sitios en el Cerro de Rojas, Camino de Salgacero, Ocujal del Junco, San Agustín, Santa Teresa, Los Indios y Bejuquero.
El material arqueológico, así como los residuales se encuentran muy alterados, por los efectos indiscriminados de las labores agrícolas y la acción indolente de algunas personas. En consecuencia, a la clasificación del doctor Guarch se afirma que en la zona norte se asentaron aborígenes de la etapa de apropiación, es decir, cazadores–pescadores–recolectores de la variante Canímar, mientras que en el sur se encontraban individuos de la etapa productiva, o sea, agricultores ceramistas de la variante Baní. En el caso de San Juan no se emiten criterios por la alteración de los residuales debido a la mano del hombre y de la posible coexistencia de una u otra cultura aborigen.
En suma, la cultura aborigen –autóctona o antillana– dejó evidencias notables, por estas costas, manglares y cañadas; ríos y bosques; pescaron, cazaron o colectaron sus alimentos, crearon zonas de cultivos, así como trabajaron la cerámica en la confección de utensilios, vasijas y otros objetos de valor utilitario o sagrado. No es de dudar que también realizaran sus ceremonias mágico–religiosas para alcanzar el contacto con sus dioses. Bajo las arboledas de La Macagua o en los parajes agrestes del Cerro de Rojas, se pudieron reunir en Consejo de Tribu, momento aprovechado por el hechicero para efectuar el rito de la cohoba y transmitir los supuestas interpretaciones de su contacto con los dioses. Cerca de los pantanos de Laza, bajo las palmeras, ocujes y ceibas de Platería, Bejuquero o San Agustín se pudo bailar el areito para invocar a los cemis y que estos propiciaran la fertilidad de la tierra, trajeran la lluvia, la buena cosecha o provechosa casa. Evidentemente, los primeros habitantes de Chaparra fueron los aborígenes, porque la huella de su paso quedó marcada.
Aunque no hay ninguna prueba arqueológica de que nada de esto ocurriera en Chaparra.

## Chaparra en la memoria
Con el triunfo del 1 de enero de 1959, el poder revolucionario dedicó sus principales empeños a dar cumplimiento al programa del Moncada, y desde esos instantes comenzaron a producirse profundos cambios a escala nacional tanto en el sector económico como en el social, reflejándose así la gran obra iniciada, con la aplicación de medidas y leyes revolucionarias como la nacionalización de empresas, la reforma agraria, la campaña de alfabetización, las que no estuvieron ajenas al desarrollo ascendente en el orden económico y social del municipio.
Hay que añadir que tanto el mismo central o fábrica de azúcar fue totalmente destruida por la retrolucion, así como los sembradíos. Hoy, 2016, aún permanecen en total abandono con una población sin recursos económicos por carecer de planificación en la producción de alimentos u otros bienes de consumo.

## Desarrollo económico
En el municipio existen varios objetivos económicos y sociales distribuidos por Consejos Populares pertenecientes de forma predominante a la Empresa Agropecuaria del MINAZ, Empresa Municipal Agropecuaria, Comercio y Gastronomía, Tabaco, La Pesca y la Industria Alimenticia, de los cuales 87 son centros de producción, 58 de servicios. No obstante, los objetivos económicos no han sido alcanzados y prevalece una gran necesidad en todos los sentidos.

### Desarrollo social
El desarrollo social del territorio alcanza todos los Consejos Populares de la geografía del mismo, destacándose las 57 instituciones de la salud, incluidos 50 Consultorios del Médico de la Familia, y otras institucions pertenecientes a los ámbitos socioculturales, deportivos y de índole administrativa. 

### Salud
Aledaño al central, la American Sugar Company construyó el hospital, que fue dirigido en sus inicios por el médico y general mambí Eugenio Molinet y Amorós. Entre sus instalaciones se incluían salón de operaciones, departamento de Rayos X, laboratorio y dos salas de ingresos. ( Durante el período de dominación norteamericana)
El cuerpo profesional lo integraron en distintos momentos los doctores Manuel Soto Longoria, José Domingo Echemendía, José Blanco Ferrer, Zacarías Pontevedra, Rafael Crespo y Guillermo Bernal Zataraín a partir de 1947; las enfermeras Celia Quintana y Angélica Pavón y los enfermeros José Olazábal, Antolín Fedrido, Antonio Neira y Ricardo Losa. Además se agregan los enfermeros empíricos Pedrito Couceiro y Francisco Flores. Después se incorporarían Pablo Rodríguez Ferreiro (Chichi), Rubí Rodríguez, Ramón Valdés León e Hipólito Paula, así como Abrahan Estrada, también empírico.
En la década de los años cincuenta trabajarían en el hospital de forma esporádica el pediatra Rodríguez Varela, el ortopédico Aimerich, así como un optometrista y un otorrino, ambos hermanos. Sumándose a esta lista las enfermeras Lina Pacheco, Lidia Calvet, Lora Abello y Mercedes Muñiz.
Se atendían con preferencia los empleados de la compañía que abonaban el uno por ciento de su salario por el derecho a estos beneficios. No era una institución pública sino pagada por los contribuyentes.   
Desde su instauración, el poder revolucionario dedicó sus mayores esfuerzos en mejorar el nivel de salud del pueblo.  
Ejemplo de ello lo constituye la construcción del hospital “Piti Fajardo” en 1964 y el policlínico “Mario Pozo Ochoa” en 1979, otro hospital en Salgacero, así como hogares maternos, de ancianos, clínica dental y consultorios del médico de la familia en barrios urbanos y rurales. 
Relación de centros de asistencia y servicios médicos y hospitalarios establecidos en Chaparra:
•	Sala de Hospitalización Piti Fajardo 
•	Hospital de Salgacero 
•	Policlínico Mario Pozo 
•	Farmacias (14)
•	Centro de Producción de Medicamentos (1)
•	Óptica (1)
•	Hogares maternos (1) 
•	Hogar de ancianos 
•	Clínica dental  
•	Unidad de higiene y epidemiología  
•	Consultorios médicos (94)
Cuenta la localidad con cientos de profesionales de la salud distribuidos entre médicos, estomatólogos, enfermeros y técnicos, muchos de los cuales han cumplido misiones internacionalistas contribuyendo a salvar vidas en tierras de Centroamérica y el Caribe, Sudamérica, Asia y África, han estado presentes en la empobrecida Haití como en la solidaria Venezuela y en Paquistán, allá en las faldas del Himalaya, en la cima del mundo.

### Educación
Con respecto a la educación también existe un antes y un después de 1959 en Chaparra. De la primera etapa existen cifras y valoraciones de diversas publicaciones, informes de los organismos correspondientes y ponencias consultadas, varias de ellas compiladas y archivadas.
Los primeros centros educacionales fueron de carácter privado, creados a partir del surgimiento del batey del central azucarero en los primeros años del siglo XX.
La revista Agricultura y Zootecnia recoge en sus páginas una relación de escuelas y maestros de Chaparra, donde se refiere la existencia de siete de ellas en El Batey y Pueblo Viejo, que incluye una de aprendices y una de inglés. Se precisa además, que en la Sociedad La Económica se impartían clases en sesiones diurnas como nocturnas. Aparece la relación de 14 barrios rurales en que existen escuelas, por lo que de acuerdo a la publicación referida para 1924 había un total de 21 centros educacionales y alrededor de mil alumnos. Estos fueron creados por iniciativa del entonces Administrador de la división oriental de la The Cuban American Sugar Company, general Eugenio Molinet y Amorós, quien asumía los gastos.
También por esta fecha existían 6 escuelas privadas, 4 en la zona urbana, una en Vega de Mano y otra en Guayacán con sus correspondientes maestros.
El 12 de enero de 1925 fue inaugurada la escuela José de la Luz y Caballero, construida por la empresa azucarera a instancias del ya mencionado administrador, con una capacidad para 324 educandos, en la que se impartía de primero a quinto grados.
En 1939 existían diez escuelas rurales cívico militares establecidas en los barrios de Salgacero, Santa María 12, El Pital, Chaparrita, Arroyón, Lora, Las Nuevas, Vedado 6, Vega del Vedado y Paso Palmar, de acuerdo a un informe publicado por la Secretaría de Defensa Nacional del Ejército Constitucional.
No existen datos precisos con relación al estado educacional del territorio en los años anteriores y cercanos al triunfo revolucionario. Se conoce que en 1948 se abrió un centro de carácter privado atendido por monjas de la Orden Filipense y que el profesor Juan Andrés Cué y Bada poseía una academia en la calle 10 de El Batey, donde se estudiaba el bachillerato, también de carácter privado.
Solo unas pocas escuelas públicas multigrados dispersas en la zona rural y dos en la urbana, con limitados recursos materiales y falta de maestros. Las enseñanzas secundaria, preuniversitaria y tecnológica no existían. Estas fueron las deplorables condiciones que presentaba la educación en Chaparra al producirse el triunfo revolucionario de enero de 1959.
La Revolución encaró resueltamente el problema educacional e inició en 1961 la Campaña de Alfabetización. El ejército de cartillas y manuales lo integraron en Chaparra 548 personas, entre maestros, alfabetizadores populares, brigadistas Conrado Benítez y Patria o Muerte. El 19 de noviembre de este propio año fue declarada Chaparra Territorio Libre de Analfabetismo ya que la luz de la enseñanza llegó hasta 1 703 vecinos de los diversos cuartones, para resultar así el primer barrio del entonces municipio de Puerto Padre en alcanzar dicho objetivo. El Coordinador de la campaña fue el conocido líder sindical azucarero Jorge Font González y la Jefa Técnica la pedagoga Serafina Navarrete de la Tejera.
El 9 de septiembre de 1963 inició su primer curso un moderno centro de enseñanza, primera obra educacional construida por la Revolución en Chaparra, la escuela “José de la Luz y Caballero”. Su primer claustro lo encabezó Clara Mastrapa y lo integraron además Neyda e Inés Varona, Mercedes Echevarria, Cleodomira Puentes y Rosina Franco.
Según datos recogidos en un informe fiable había en 1969 la cantidad de 258 maestros en ejercicio y 112 en formación con una matrícula de 3 412 estudiantes de primaria y 231 de secundaria básica. 
El 4 de abril de 1974 es inaugurado el politécnico “Capitán Orlando Pantoja Tamayo” con capacidad para 500 alumnos dirigido a la formación de técnicos medios en diversas ramas.
El 15 de noviembre de 1981 se inaugura un moderno edificio de tres plantas construido en el centro de la zona urbana, donde a partir de entonces radica la secundaria básica “Hubert de Blanck Ortega”, que el 30 de marzo de 2006 fuera reinaugurada, esta vez con nuevas instalaciones incluido otro bloque de aulas de cinco plantas, como parte de las obras de la Batalla de Ideas.  
En la actualidad en la zona rural proliferan, no ya escuelitas, sino verdaderos centros escolares como los de Vedado 9, Paso Pata, Lora, La Yaya y tres secundarias básicas, la última de ellas situada en Pozo Blanco, así como un preuniversitario en el barrio de Arroyón, todas las instalaciones cuentan con computadoras, televisores, videos y en los sitios donde no llega la luz eléctrica se han instalado sistemas fotovoltaicos. 
En el 2002 se inició la municipalización de la enseñanza superior y ya se cuenta con cuatro sedes.
Todos los centros educacionales del municipio cuentan con medios audiovisuales que permiten un desarrollo más integral y armónico de los educandos, destacándose las computadoras, los televisores y los videos entre otros.
Como parte de la obra de la Revolución por elevar a niveles superiores la cultura de su pueblo y con el fin de informatizar la sociedad cubana se inaugura el 13 de marzo de 1991 el primer Joven Club de Computación y Electrónica, elevándose a tres, las instalaciones de este tipo en el año 2005, donde se han preparado en materias relacionadas con la computación y la electrónica cientos de estudiantes entre niños, jóvenes, adultos y personas con algún tipo de discapacidad, todo de forma gratuita. 
Centros educacionales
•	86 Escuelas primarias 
•	5 Esc. Secundarias Básica 
•	2 Preuniversitario 
•	2 Enseñanza politécnica 
•	1 Escuela especial 
•	3 Educación de adultos 
•	1 Círculo Infantil 
•	1 Facultad Obrera Campesina 
•	4 Sedes Universitarias

### Cultura
La cultura local como manifestación artística tiene sus antecedentes en los inicios del siglo XX, a partir de las reuniones selectas de las altas capas de la sociedad, asentadas en El Batey del central o que concurrían a la sala teatro del chalet de Menocal, donde se presentaban figuras del arte de la época. Existen evidencias de que el famoso actor español Antonio Palacios estuvo en Chaparra, también se dice que el laureado guitarrista Gelabert visitó estos lares en alguna ocasión. 
Los clubes y sociedades acogieron en su momento a personalidades del arte en actuaciones solo para un selecto número y a partir de la creación de la Sociedad la Económica y el Socorro Mutuo se cultivaron diversas manifestaciones artísticas con acceso a las capas más humildes. 
En la segunda década del pasado siglo, en los altos del hotel, se instaló un cinematógrafo llamado Garden y en la calle 4 de Pueblo Viejo existió una sala-teatro propiedad de Luis Cabeza Rodríguez, donde actuó su hija Evangelina junto a Papachín Orce y se contrataron varias compañías. Después fueron construidos los cines Vista Alegra y Politeama, situados en El Batey y Pueblo Viejo respectivamente. El cine Politeama fue construido por mi abuelo décadas antes de la retrolucion. En ellos se hicieron representaciones de teatro bufo a cargo de las compañías de Bolito y Enrique Arredondo, quienes hacían de negritos. En estos también se presentaron figuras como el cantante puertorriqueño Daniel Santos y el chileno Osvaldo Gómez, conocido por todos como el Indio Araucano. 
Atraídos por el auge azucarero llegaron a estos predios inmigrantes de las islas del Caribe angloparlante, asentándose muchos en Pueblo Viejo. Trajeron consigo hábitos y costumbres e introdujeron los ritmos heredados de sus ancestros africanos y de ahí nació la Conga Tradicional Dandys del 50. 
En 2011 el Cine Teatro Moncada fue uno de los tres únicos de la provincia en autofinanciarse, gracias al uso adecuado de sus espacios y la iniciativas de sus trabajadores[1]. ?

### Personalidades de la Cultura
Allí nació María Elena Molinet de la Peña, relevante figura del arte cinematográfico y del teatro, a quien se le otorgó el Premio Nacional de Teatro en enero del 2007, además de ser nominada a los premios nacionales de cine, diseño y enseñanza artística. También nació en Jesús Menéndez la ensayista, crítico y profesora de literatura Beatriz Maggi, acreditada con varias publicaciones y merecedora de los premios nacionales de la Crítica de los años 1985 y 1988. 
Julio Batista Delgado es otra de las figuras de la cultura que nació en Chaparra. sus programas Este es nuestro José Martí y Punto de Vista, transmitidos por Radio Progreso lo han consagrado como uno de los más sobresalientes profesionales de este medio. Le ha sido otorgada la Orden Nacional por la Cultura Cubana y alcanzado el Premio Nacional de Periodismo José Martí. También la Réplica del machete de Máximo Gómez y la condición del Héroe del Trabajo de la República de Cuba. Allí nació y se crio la Dra. Ana Kika López, pintora y escritora con más de 7 libros publicados. El gran poeta, periodista y crítico de arte Waldo González. Así como muchos otros, aquí mencionados, que actualmente se encuentran exiliados. 
Otras figuras relevantes del trabajo radial nacidas en la localidad son Rafael Peña Santana, José Ramón García Gómez, Julio Cesar Pérez Viera, Jorge Luis Batista Batista, Miriam Vega y la joven Mylenys Torres Labrada, quien en la actualidad labora para los Servicios Informativos de la Televisión Cubana. No puede faltar en esta relación el experimentado Silverio Medina Ochoa, por derecho propio el decano de Radio Chaparra. 
En prensa cuenta con Jorge Pérez Cruz, quien a través de las páginas del Periódico 26 de Las Tunas, hace llegar con regularidad la impronta de su labor profesional. 
En el ámbito literario se aprecian figuras como el poeta y crítico Waldo González López, autor de varios libros de décimas, el narrador Rafael Carralero y el decimista Heberto Pérez López, autor del libro Bajo el sol de Sumbe, donde se incluyen décimas en idioma portugués. 
En Juan Sáez nació Ernesto Carralero Bosch, poeta, narrador y crítico literario, sin dudas el autor más prolífico, ya que cuenta con obras impresas de historia, ensayo, cuento, crónica, poesía y literatura para niños. Tiene a su vez, tres novelas inéditas. Se le ha otorgado la Réplica de la Pluma de El Cucalambé y la Orden Nacional por la Cultura Cubana. 
Efigenio Ameijeiras Delgado tiene varios libros de historia y testimonio publicados, entre ellos Más allá de nosotros, 1956 un año tremendo, Más allá de la verdad, también de poesía y novela. Obtuvo premio en el Concurso Regino Botti. 
El arquitecto Luis Hugo Fernández Ricardo tiene varios libros publicados hasta la fecha, el primero de ellos La fauna cubana, que fuera impreso en España en bello formato, otros como Maravillas de la Zoología, referidos a aves y peces de la Editorial Academia del CITMA, así como Aves de Cuba, para aprender y colorear de la Editora Política. 
Omar Villafruela Infante ha publicado seis libros de contenido histórico, como Jesús Menéndez en Las Tunas. Participó en la XV Feria Internacional del Libro de La Habana en el 2006. También posee uno de cuentos. Tiene inéditos un testimonio y otros de temas socioculturales. 
Virginia Ricardo y Eduardo Valcárcel poseen obras para niños en Ediciones Principito de la Editorial Sanlope de Las Tunas. 
Niurbis Soler Gómez, ha descollado como una de las más destacadas poetisas alcanzando diversos lauros a nivel provincial y nacional. Poemas suyos han sido publicados en varias revistas. Tiene en su haber dos libros de poesías. 
En el 2005 se imprimieron cuatro obras de los autores María Josefa León Ochoa, Sebastián Ode, Edilberto Montecé y de Omar Villafruela Infante. En este propio año Edilberto Montecé alcanzó el premio de cuento del Concurso Regino Botti. 
En el 2006 se propusieron 11 obras, de las que cuatro fueron aprobadas por los lectores especializados, pertenecientes a los escritores Wencier Pérez, Sebatián Ode, Omar Villafruela Infante y Omar Ernesto Villafruela Pupo. 
En el campo de las artes plásticas aparecen figuras representativas en diversos períodos destacándose entre otros, Rolando Céspedes (Pachi), Diosdado Peña (Pululo) y Juan Carlos Pupo. Este último, por muchos años, dio un toque renovador a las escenografías de las plazas donde se efectuaba la gala central en días de carnavales y en la actualidad promotor y maestro de esta manifestación, para lo que ha convertido su vivienda en el barrio del Cenicero en un verdadero taller. 
En la actualidad existe un grupo fortalecido y cohesionado en torno al instructor Guillermo Céspedes en la Casa de Cultura. Entre ellos Orlando Velázquez Puig (Guaita), Ernesto Lázaro Vila, José Ávila Leyva y Julio Carralero Gómez. 
Alberto García es un genuino paisajista, su valía lo testimonian una lista de premios como son los primeros lugares en el Salón Nacional de Paisaje en la XXXVI Jornada Cucalambeana y en el evento Escultura, pintura y cerámica 2004, efectuado en Moa, o los recibidos del Fondo Cubano de Bienes Culturales y su participación en la Primera Bienal de Paisaje en 2003. Tiene más de veinte exposiciones entre personales y colectivas, en las que figuran las del Palacio de las Convenciones, Teatro Nacional y Hotel Inglaterra. Obras suyas se hallan en colecciones privadas de España, Estados Unidos y Canadá. 
Del joven José Luis Valdés el crítico Toni Piñera ha expresado: 
"Ante el enfrentamiento con su obra la retina del espectador se sorprende por las atractivas formas, el tratamiento del material –en este caso la madera (...)-. No cabe dudas de que nos encontramos ante un artista que sigue un camino creativo, porque cruzándolo ha encontrado ya no pocas alegrías..."
Ha merecido premios internacionales como el alcanzado en Italia, que le dieron la oportunidad de visitar la Ciudad del Vaticano y contemplar con sus propios ojos las obras de los grandes de la pintura y la plástica. En el mes de julio del 2006 una muestra de su obra se presentó en la Galería La Acacia de Centro Habana, suscitando favorables críticas. 
En el mundo de la música se debe comenzar por Carlos David Ingram Jonson, quien en la década de los años veinte del pasado siglo estudió clarinete y fue director de las agrupaciones Carabina de Ases y Magos del ritmo. Maestro de varias generaciones. En 1989, ya octogenario, formó una banda de música y bajo su batuta se escucharon los acordes de himnos y marchas con los que se les dio sepultura a los caídos en misión internacionalista. Fue de los primeros en la provincia de Las Tunas en recibir la Orden Nacional por la Cultura Cubana. 
Su nieto Eloy Gregorio Ingram fue trompetista de la Banda de Música del Estado Mayor del Ejército Oriental y pasó por las orquestas Arará y Sangre Caribeña. En la actualidad forma parte del grupo Tentación del Caribe, todas de Holguín. 
El flautista Carlos Álvarez por más de veinte años ha dirigido la reconocida orquesta Melodías del 64 de Holguín y el guitarrista Julio Hechavarría, encabeza la agrupación Embajadores del Ritmo de Puerto Padre. 
El joven trombonista Antonio Villafruela Lora, también fue integrante de la Banda de Música del Estado Mayor del Ejército Oriental y ha incursionado en las agrupaciones Sur Caribe de Santiago de Cuba, Caisimú de Las Tunas y en la actualidad forma parte de la Orquesta de Pedrito Calvo, a la vez que cursa estudios superiores en la Escuela Nacional de Arte. 
Se destacan en la localidad solistas profesionales como Maité Bauzá, Héctor Espada y Marbelia Ricardo Ochoa, quienes con un variado repertorio amenizan las actividades lugareñas. 
El instructor de arte Vladimir Nelson Sánchez ha merecido en cinco oportunidades el Gran Premio en composición del certamen Charles Ingram in Memoriam y ejecuta una importante labor formativa con jóvenes aficionados. 
A nivel nacional e internacional se han situado las sopranos María Dolores Rodríguez Cabrera (Marilín) y Liudmila Pérez López, ambas integrantes del Teatro lírico Rodrigo Prats de Holguín, presentándose en tierras de Centro y Sudamérica, como en Europa. 
En la manifestación de teatro una digna representante es la profesora, actriz y directora del Grupo Huellas, Dionne Pérez, quien además ha ofrecido su asesoría técnica en Haití. Posee la Orden Nacional por la Cultura Cubana y la Medalla Majadahonda.
Se desarrolla una labor sostenida y en ascenso en esta manifestación. Ello está a cargo de la instructora Sandra Turruelles Mesa, quien ha formado grupos, tanto en centros estudiantes, laborales como en asociaciones. El representativo de la Casa de Cultura ya tiene categoría nacional. Sus declamadoras son solicitadas en cuenta actividad sobresaliente de carácter local se ejecuta. 
Los promotores culturales están diseminados en todos los barrios y se han incorporado los primeros instructores de arte graduados en la provincia, así como a partir del segundo semestre del 2006 se culminó la galería de arte y se incorporó la Banda de Conciertos.

### Instituciones culturales
•	Casa de la Cultura “José de la Luz y Caballero” 
•	Biblioteca Pública “Jesús Menéndez” 
•	Museo “Juan Andrés Cué y Bada” 
•	Museo “Casa Natal Hermanos Ameijeiras” 
•	Cine “Moncada” 
•	Librería “La Novela” 
•	Galería de Arte 
•	Banda de Música de Concierto

### Deporte
Los pocos antecedentes del deporte en la localidad están, en primer lugar, vinculados con el pasatiempo nacional, la pelota. El estadio fue construido antes de 1959 y ha sido escenario de emotivos choques. En una efímera etapa tuvo alumbrado para choques nocturnos. Aquí Omar Linares dio su primer jonrón en series nacionales y en fechas recientes se han efectuado juegos de la Series Nacionales, el penúltimo transmitido por Tele Rebelde y narrado por el inolvidable Eddy Martín. Aquí bateó de jonrón y pitcheó el famoso pelotero Juan López Aguilera, solicitado por las grandes ligas a las que no quiso entrar por atender a su familia.
El exclusivo chalet de Menocal tenía una cancha de tenis, el Club Chaparra una de baloncesto y otra se encontraba en el patio de la iglesia católica. Por supuesto que en la zona rural se efectuaban los llamados juegos de manigua en improvisados terrenos. Todos ellos construidos bajo el dominio de la Cuban American Sugar Company
Con carácter masivo y como derecho del pueblo, indiscutiblemente, se inicia a partir del triunfo de la Revolución.
Varios son los lauros alcanzados por los deportistas del patio en las diversas disciplinas a nivel de provincia, del país y de eventos internacionales. Entre los más sobresalientes se destacan Miriam Pupo Montero, quien alcanzara el primer gran resultado individual entre los deportistas nacidos aquí, tras ganar la medalla de bronce en salto largo de los Juegos Centroamericanos y del Caribe efectuado en Ciudad de Panamá en 1970.
El equipo local de pelota se coronó Campeón Nacional de la Liga Azucarera en el año 2002, así mismo Ubisney Bermúdez Martínez, quien por varias series ha integrado el equipo de pelota que representa a Las Tunas en su condición de pitcher, integró le preselección Cuba al primer clásico mundial del año 2005.
No puede faltar en esta relación Adán Rosales, integrante del equipo nacional de levantamiento de pesas en la división de 62 kilogramos, quien ha participado en múltiples eventos nacionales e internacionales y obtenido medallas de Oro y Plata en los Juegos Centroamericanos y del Caribe de Cartagena, Colombia en el 2006 y medalla de Bronce en el Campeonato Mundial de Catar en el 2005.
Esta relación la cierra Alexander Guerrero Pérez, integrante del equipo Cuba en la categoría juvenil de pelota, que se tituló Campeón Mundial en el certamen efectuado en China Taipéi en el 2004. Se desempeña como jugador de cuadro en el equipo Las Tunas en la Serie Nacional siendo el torpedero regular del conjunto. Es el primer Campeón Mundial de la historia del deporte en el municipio.
También en Chaparra nació Ignacio Molinet, el primer jugador de fútbol americano profesional hispanoamericano nacido fuera de los Estados Unidos que jugó en la National Football League (NFL). Molinet alcanzó éxitos deportivos en baloncesto y fútbol americano durante sus estudios universitarios en la Universidad de Cornell. En 1927 fue contratado para jugar por los Frankford Yellow Jackets con los que jugó nueve juegos.

### Instalaciones deportivas.
•	Estadio “Antonio Barrera Labrada” 
•	Beisbolito “Miguel Pupo” 
•	Área de Balonmano 
•	Área de Fútbol 
•	Gimnasio de Cultura Física 
•	Gimnasio de Boxeo 
•	Consejos Deportivos Rústicos (14)

## El General de las Cañas en Chaparra
En 1941 Jesús Menéndez visitó por primera vez Chaparra. Era ya Secretario General de la Federación Nacional de Obreros de la Industria Azucarera y poseía un bien ganado prestigio entre la masa obrera de todo el país, que reconocía en él al líder íntegro e incorruptible.
En esa ocasión se reunió con la dirección del Sindicato Azucarero, con los integrantes del Partido. Compartió con los líderes proletarios de la localidad como José Raymundo Martínez, Carlos Cué y Antonio Ramírez, entre otros.
Del histórico acontecimiento quedó una foto que José Raymundo Martínez guardó con celo. Aparece Jesús Menéndez dirigiendo la palabra a los obreros azucareros, a un lado el edificio del sindicato en la calle 10 de El Batey. Al fondo se observan las paredes de ladrillo a cara vista y grandes ventanales.
Nadie recordaba la fecha exacta. Algunos manifestaron que en esa ocasión había huelga en reclamo de mejoras y exigencias por la aplicación del Decreto 2983, que establecía incrementos salariales.
En una información aparecida en el periódico Hoy de fecha 26 de diciembre de 1941, se dio a conocer que en ese año la Cuban American Sugar Co., dueña del central Chaparra, había alcanzado utilidades superiores al millón y medio de pesos.
Agregaba la nota que a pesar de los grandes beneficios obtenidos, dicha empresa se había negado a cumplir el decreto antes mencionado de fecha noviembre de 1941 y fue necesario que los trabajadores desplegaran intensas luchas para alcanzar sus objetivos. 
En consecuencia, Jesús Menéndez visitó Chaparra por primera vez entre los meses de noviembre y diciembre de 1941. Después de firmado el Decreto 2983, pero antes de aparecer la información periodística.
Este día recorrió sus polvorientas calles y captó la discriminación y las profundas diferencias sociales. En Pueblo Viejo habitaban las casas más humildes, trabajadores manuales, los negros. Casas de madera con techos de cartón o zinc. Hacinamientos en tugurios y barracas.
En El Batey había mejores viviendas, muchas de ladrillos y tejas, también apareció a su vista el barrio de los americanos, exclusivo, con edificios de madera, altos, de portales corridos estilo bungalow. A un lado el chalet, mansión construida según los gustos de Mario García Menocal, donde moraban los administradores. De cúpula elevada, majestuoso, de maderas preciosas y todo de blanco. Al centro, imponente, con su chimenea de concreto perdida en las alturas y su cuerpo metálico, como un monstruo rugiente e inmóvil, el ingenio de azúcar. 
Por aquí también se inició la penetración en gran escala del capital norteamericano en los albores del siglo XX, en lo que es hoy la provincia de Las Tunas.
Jesús Menéndez no fue autorizado a recorrer el interior del central, apreciar la potencia de sus maquinarias. Ver sus departamentos, el espacioso patio, los tachos, los basculadores, el piso de azúcar. Se le negó esa oportunidad. 
Entonces –imperturbable– se paró en la plaza aledaña y dijo una simple pero profética frase: «Algún día entraremos por esas puertas como dueños».